# Leptothorax normandi
Leptothorax normandi är en myrart som beskrevs av Santschi 1912. Leptothorax normandi ingår i släktet smalmyror, och familjen myror. Inga underarter finns listade i Catalogue of Life.